# ژوزیه
ژوزیه (به فرانسوی: Jausiers) یک کمون در فرانسه است که در canton of Barcelonnette واقع شده‌است.

## خصوصیات
ژوزیه ۱۰۷٫۷۳ کیلومترمربع مساحت و ۱٬۰۶۸ نفر جمعیت دارد و ۱٬۲۵۰ متر بالاتر از سطح دریا واقع شده‌است.